# 周建平 (企业家)
周建平（1960年5月28日—），江苏江阴人，汉族，中华人民共和国企业家、政治人物，海澜集团公司董事长、总裁、党委书记，第十届全国人大代表，第十一届、第十二届、第十三届全国政协委员。
加入中国共产党。2008年，当选第十一届全国政协委员，代表中华全国总工会，分入第十七组。2018年1月，当选第十三届全国政协委员。